# Kluut (Amsterdam)
De Kluut is een klein natuurgebied aan de rand van Amsterdam, in het stadsdeel Nieuw-West, bij de grens met Halfweg, dat deel uitmaakt van de ecologische verbindingszone de Groene AS.
Het oorspronkelijke gebied (Kluut 1) is een verwilderd veenweidegebied ten noorden van de Haarlemmervaart en de spoorlijn Amsterdam - Haarlem, tussen het water Groote Braak en het Volkstuinpark De Groote Braak. Kluut 1 vormt met het volkstuinpark en het natuurgebied de Lange Bretten samen de zogenaamde Brettenzone.
Door de aanleg vanaf 2009 van de Westrandweg (A5) is een deel van het oorspronkelijke gebied verdwenen. De dienst Rijkswaterstaat heeft daarom, ter compensatie, ten zuiden van de Haarlemmerweg (N200) en ten westen van de Westrandweg een nieuw moerasgebied aangelegd met de naam Kluut 2 (ook wel Kluut II). (Het overgebleven deel van het oude gebied wordt sindsdien aangeduid als Kluut 1 of Kluut I.) Kluut 2 is bedoeld als leefgebied voor moerasdieren zoals de roerdomp. Kluut 2 maakt deel uit van de Tuinen van West.